# Szerém vármegye
Szerém vármegye (németül Komitat Syrmien, horvátul Srijem / Srijemska županija, szlovákul Srijemská župa, szerbül: Срем) közigazgatási egység volt a Magyar Királyság déli, Horvát–Szlavónországhoz tartozó részében. Területén ma Horvátország és Szerbia osztozik. Északról Bács-Bodrog vármegye, keletről Torontál vármegye, nyugatról pedig Verőce vármegye és Pozsega vármegye határolta. Központja Vukovár volt.

## Földrajz
A vármegye a Duna és a Száva között található. Legnagyobb része délen az Alsó-Száva-síkság, északi részén kelet-nyugati irányban egy kelet felé fogokozatosan emelkedő dombság húzódik, ami végül a Tarcal-hegységet alkotja.

## Történelem
A vármegye területe, a honfoglalás során került magyar fennhatóság alá, majd az államalapítással betagozódott a magyar vármegyerendszerbe. Rövid Bizánci uralmat leszámítva a Szerémséget 1521-ben elfoglalta az Oszmán Birodalom, és a két régió 1544-től egy szandzsákot (török közigazgatási egység) alkotott. 1526 végén Cserni Jován kényszerítette uralma alá a még magyar kézben levő területeket, de uralma nem tartott sokáig.
A Habsburg Birodalom két részben szerezte meg ezt a területet: először 1688-ban a terület kisebb része, majd 1718-ban a terület nagyobbik része is a Habsburgokhoz került.
1744-ben került megyei alakjában újjászervezésre, a középkori Valkó vármegye nagyobbik részét hozzácsatolták.
A vármegye területe 1848-1849 között a Szerb Vajdaság területéhez tartozott. Majd 1849-1860 között Szerb Vajdaság és Temesi Bánság osztrák koronatartomány része volt.  Az 1868-as horvát-magyar kiegyezés értelmében a magyar fél végleg lemondott a területre vonatkozó történelmi jogairól, ezzel az autonóm Horvát-Szlavónország része lett. Az első világháború után a vármegye területe a Szerb-Horvát-Szlovén Királyság területéhez csatolódott. A második világháború alatt a terület a Független Horvát Államhoz, majd 1945-től újra Jugoszláviához tartozott. 1991-től, Jugoszlávia szétesésétől fogva a vármegye nyugati része Horvátország, keleti része pedig Szerbia területéhez tartozik.

## Lakosság
A vármegye összlakossága 1910-ben 414 234 személy volt, ebből:
- 183 109 (44,20%) szerb
- 106 198 (25,64%) horvát
- 68 086 (16,44%) német
- 29 522 (7,12%) magyar
- 13 841 (3,34%) szlovák
- 4642 (1,12%) ruszin

## Közigazgatás
A vármegye kilenc járásra volt felosztva 1917-ben:
- Ópazovai járás, székhelye Ópazova (szerbül Stara Pazova)
- Szávaszentdemeteri járás, székhelye Szávaszentdemeter (szerbül Sremska Mitrovica) rendezett tanácsú város
- Sidi járás, székhelye Sid (szerbül Šid)
- Újlaki járás, székhelye Újlak (horvátul Ilok)
- Ürögi járás, székhelye Ürög (szerbül Irig)
- Vinkovcei járás, székhelye Vinkovce (horvátul Vinkovci)
- Vukovári/Valkóvári járás, székhelye Vukovár (horvátul Vukovar)
- Zimonyi járás, székhelye Zimony (szerbül Zemun) törvényhatósági jogú város
- Zsupanyai járás, székhelye Zsupanya (horvátul Županja)